# Эль-Голеа
Эль-Голеа́ (араб. الجولية‎) — один из оазисов Сахары, расположен в Алжире на пути из Алжира через Лагуат на Туат и Тимбукту, на высоте около 400 метров.
В оазисе растёт около 180 тысяч пальм. Население оазиса составляет примерно 15000 человек (2006 год). Есть аэропорт.
Эль-Голеа первоначально был заселен берберским племенем зената; поселившиеся позднее шамба говорят по-арабски. Оазис впервые был посещен Дювейрье, и с 1861 года считался французским, но только в 1872 году официально взят под юрисдикцию Франции, под ней Эль-Голеа находился вплоть до обретения Алжиром независимости.
В оазисе похоронен исследователь Африки Шарль де Фуко.

## Климат
Климат: пустынный
| Показатель                    | Янв. | Фев. | Март | Апр. | Май  | Июнь | Июль | Авг. | Сен. | Окт. | Нояб. | Дек. | Год  |
| ----------------------------- | ---- | ---- | ---- | ---- | ---- | ---- | ---- | ---- | ---- | ---- | ----- | ---- | ---- |
| Средний суточный максимум, °C | 17,0 | 20,2 | 23,4 | 28,0 | 32,9 | 38,6 | 40,5 | 40,1 | 35,5 | 28,8 | 22,3  | 17,5 | 28,7 |
| Средняя температура, °C       | 9,7  | 12,5 | 15,8 | 20,3 | 25,2 | 30,7 | 32,6 | 32,3 | 28,3 | 21,7 | 15,2  | 10,5 | 21,2 |
| Средний суточный минимум, °C  | 2,4  | 4,9  | 8,0  | 12,6 | 17,4 | 22,7 | 24,7 | 24,3 | 21,1 | 14,6 | 8,1   | 3,4  | 13,6 |
| Норма осадков, мм             | 4    | 2    | 5    | 1    | 1    | 0    | 0    | 0    | 1    | 2    | 5     | 6    | 27   |
| Источник: World Climate       |      |      |      |      |      |      |      |      |      |      |       |      |      |